# Museo di storia (La Chaux-de-Fonds)
Il Museo di storia (in francese Musée d'histoire, MHCDF) è un museo dedicato alla storia locale ubicato nella città svizzera di La Chaux-de-Fonds (Canton Neuchâtel).
Fondato nel 1923, è stato riallestito tra il 2010 e il 2014; ha sede nella villa Sandoz, eretta nel 1850 circa, e sorge nelle vicinanze del Museo internazionale dell'orologeria e dal Museo delle Belle Arti. Il museo offre un percorso cronologico e tematico della città e della regione attraverso testi, oggetti, fotografie, cartoline d'epoca e video costituiti da estratti di film d'archivio; una sala è dedicata a Le Corbusier. Sono previste durante tutto l'anno varie attività riguardo alle mostre.